# پیست اسکی سخوید
پیست اسکی سخوید یکی از تفریح گاههای زمستانی استان یزد است که در شمال غربی دهستان سخوید واقع شده است.

## توضیحات
منطقه تفرجگاهی سخوید که سال هاست عنوان “پیست اسکی سخوید یزد” را با خود دارد، اصلا استاندارد نیست و از کوچکترین استاندارهای لازم یک پیست اسکی هم برخوردار نمی باشد و عنوان “محل بازی روی برف” برای آن بهتر است تا پیست اسکی! طی سالهای گذشته، بارها و بارها افرادی بعلت بازی در این پیست که بدون رعایت احتیاط و توجه به استانداردهای ایمنی بوده است جان خود را به خطر انداخته اند، و تعداد زیادی هم  مصدوم شده اند. مسئولان شهرستان و استان طی این سالها بارها تاکید کرده اند که تفرجگاه اسکی سخوید، پیست استانداردی نیست و بازی در آن خطرناک است اما متاسفانه جوان های زیادی بدون توجه به این هشدارها وارد این منطقه شده و با استفاده از لاستیک یا وسایل دیگر به بازی بر روی برف در این منطقه اقدام کرده اند.
منابع
http://www.yazdfarda.com/news/14147.html
1. ↑  مهدیه تابش (۱۴ شهریور ۱۴۰۱). «پیست اسکی سخوید یزد». rooberah.net. بایگانی‌شده از اصلی در ۳۰ دسامبر ۲۰۲۲. دریافت‌شده در ۳۰ دسامبر ۲۰۲۲.